# 横山薫範
横山 薫範（よこやま しげのり、1917年（大正6年）11月23日 - 1941年（昭和16年）12月8日）は、日本の海軍軍人。太平洋戦争劈頭の真珠湾攻撃において特殊潜航艇「甲標的」搭乗員として戦死した九軍神の一人。二階級特進により最終階級は海軍特務少尉。

## 人物・来歴
鳥取県出身。横山家は農業を営み、三男一女の末子である。小学校高等科を卒業し、海軍を志願したが一度目は失敗し、二度目の挑戦で合格した。1934年（昭和9年）6月呉海兵団に入団。同期生に同じく九軍神とされた稲垣清がいる。

### 海軍軍人
海軍水兵としての基礎訓練を受け、戦艦「扶桑」乗組となる。水雷学校及び潜水学校を卒業。横山は成績優秀で、水雷学校は優等卒業であり、懐中時計を授与された。進級は速く4年目に下士官、7年目に一等兵曹に昇進している。日中戦争では南シナ海の警備行動に従事した。
日本海軍は特殊潜航艇（以下「特潜」 ）を艦隊決戦の秘密兵器として期待をかけており、その存在は秘匿され、「特潜」搭乗員は厳選された人物たちであった。横山はその選に入り訓練を受けていたが、洋上での艦隊決戦においても「特潜」の使用には困難な点があった。1941年（昭和16年）10月13日、「特潜」の真珠湾攻撃参加が正式決定し、さらに難しい条件が重なる特別攻撃隊員に選ばれる。

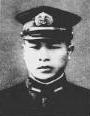
艇長
古野繁実少佐

12月7日午前2時15分（以下、現地時間）、真珠湾の湾口150度、12.6海里の地点から艇長・古野繁実中尉とともに伊一八潜水艦から出撃。午前6時30分、雑役艦「アンタレス」を追尾していた「特潜」が米海軍特設沿岸掃海艇「コンドル」 に発見され、「PBY カタリナ」飛行艇が発見位置に発炎筒を投下。15分後駆逐艦「ウォード」は砲撃を開始し、続けて爆雷攻撃により「特潜」を撃沈した。この時、撃沈された「特潜」が古野・横山艇と推測する説がある。真珠湾特別攻撃隊の指揮官・佐々木半九は、資料不足などの制約があるとした上で、古野・横山艇は別の「特潜」である可能性も指摘している。米側には、1960年に真珠湾近隣のケエヒラグーンで発見され引揚られた「特潜」が、若干の遺留品から艇を引渡した当時、日本で古野・横山艇とされたとする説がある。理由は異なるようだが、日本の研究者にもケエヒラグーンで発見され引揚られた「特潜」を古野・横山艇とする説の支持者がいる。

### 最後の帰省
最後に帰省したのは1941年（昭和16年）9月である。この時、大量の松茸を土産に持ち込んで恩師や親戚に配り、恩賜の懐中時計を兄の時計と交換した。生家や家族を何度も振り返り、帰隊していった。
墓所は鳥取県東伯郡琴浦町上法万の共同墓地より10メートルほど離れた桜の木の横にある。
墓石には「故　海軍特務少尉　横山薫範」とある。

### 死後
横山は、遺書も遺言も何も残さなかった。最後までペン字の稽古をしていて、大学ノートには、一行の中に２行ずつ細かい文字がびっしりと書き込まれていたという。
母親は、よく泣いていたが恨み言は言わなかったという。